# Simon Franglen
Simon Franglen (Londra, 1963) è un compositore, produttore discografico e musicista britannico.
Nel 1999 ha vinto il Grammy Award alla canzone dell'anno per My Heart Will Go On, mentre nel 2010 ha ricevuto la candidatura ai Golden Globe per Avatar.
Durante la sua carriera Flanglen ha lavorato con Michael Jackson, Celine Dion, Whitney Houston, Madonna, Barbra Streisand, Quincy Jones, David Foster, Toni Braxton, The Corrs, Monica, Bee Gees e Luciano Pavarotti.

## Biografia
Franglen ha iniziato la sua carriera a Londra.
Nel 2016, un anno dopo la morte del suo amico James Horner, Franglen ha completato la colonna sonora de I magnifici 7, che Horner aveva iniziato. Nel dicembre dello stesso anno ha presentato un nuovo lavoro orchestrale tridimensionale di quindici minuti chiamato The World’s Highest Art Space.
Nel 2019 è stato annunciato che Franglen era stato assunto per scrivere alcune canzoni per Avatar - La via dell'acqua e Avatar 3, mentre nel 2021, i 20th Century Studios hanno reso noto che Franglen avrebbe composto le colonne sonore dei quattro sequel di Avatar, sempre ereditando l'incarico dal defunto amico e collega Horner.

## Filmografia

### Cinema
- Voyage of Time - Il cammino della vita (Voyage of Time), regia di Terrence Malick (2016)
- Peppermint - L'angelo della vendetta (Peppermint), regia di Pierre Morel (2018)
- Notre-Dame in fiamme (Notre-Dame brûle), regia di Jean-Jacques Annaud (2022)
- Brahmastra, regia di Ayan Mukerji (2022)
- Avatar - La via dell'acqua (Avatar: The Way of Water), regia di James Cameron (2022)
- Avatar - Fuoco e cenere (Avatar: Fire and Ash), regia di James Cameron (2025)

### Televisione
- Ice - serie TV (2016-2018)
- La verità sul caso Harry Quebert (The Truth About the Harry Quebert Affair) - miniserie TV (2018)

## Discografia parziale

### Colonne sonore
- 2016 - The Magnificent Seven (Original Motion Picture Soundtrack) (con James Horner)
- 2019 - Pandora: The World Of Avatar (con James Horner)
- 2019 - Notre-Dame brûle
- 2022 - Avatar: The Way of Water

### Raccolte
- 1995 - Creative Broadcast (con Pat Seymour e Art Wood)

## Riconoscimenti
- Golden Globe
  - 2010 - Candidatura alla migliore canzone originale per I See You (Theme from Avatar)
- Grammy Award
  - 1999 – Canzone dell'anno per My Heart Will Go On